# 第78回毎日映画コンクール
第78回毎日映画コンクールは、毎日新聞社とスポーツニッポン新聞社が主催する賞であり、2023年1月1日から12月31日まで国内で14日間以上有料で劇場公開された映画を対象とする。2024年2月14日に東京都目黒区のめぐろパーシモンホールで表彰式が開催された。

## 受賞とノミネート
第78回毎日映画コンクールの候補は2023年12月21日に発表された。2024年1月19日に受賞者が発表された。

### 受賞結果
受賞者は各項目最上段に太字でダブルダガー付きのものである。
また、日本映画優秀賞と大藤信郎賞には太字でダガーを付けている。
| 日本映画大賞・日本映画優秀賞 - 『せかいのおきく』 - 阪本順治 - 『ほかげ』 - 塚本晋也 - 『怪物』 - 『ゴジラ-1.0』 - 『福田村事件』 | 外国映画ベストワン賞 - 『TAR/ター』 - 『EO イーオー』 - 『イニシェリン島の精霊』 - 『キラーズ・オブ・ザ・フラワームーン』 - 『フェイブルマンズ』 - 『別れる決心』 |
| 男優主演賞 - 鈴木亮平 - 『エゴイスト』 - 斉藤浩輔 役 - 綾野剛 - 『花腐し』 - 栩谷修一 役 - 稲垣吾郎 - 『正欲』 - 寺井啓喜 役 - 藤竜也 - 『高野豆腐店の春』 - 高野辰雄 役 - 横浜流星 - 『春に散る』 - 黒木翔吾 役                                                                                          | 女優主演賞 - 杉咲花 - 『市子』 - 市子 役 - 安藤サクラ - 『BAD LANDS バッドランズ』 - 橋岡煉梨 役 - 黒木華 - 『せかいのおきく』 - 松村きく 役 - 菊地凛子 - 『658km、陽子の旅』 - 陽子 役 - 趣里 - 『ほかげ』 - 女 役 |
| 男優助演賞 - 宮沢氷魚 - 『エゴイスト』 - 中村龍太 役 - 磯村勇斗 - 『月』 - さとくん 役 - 宇崎竜童 - 『BAD LANDS バッドランズ』 - 曼荼羅（上松）役 - 加瀬亮 - 『首』 - 織田信長 役 - 永山瑛太 - 『福田村事件』 - 沼部新助 役                                                                               | 女優助演賞 - 広瀬すず - 『キリエのうた』 - 一条逸子 / 広澤真緒里 役 - 阿川佐和子 - 『エゴイスト』 - 中村妙子 役 - 安達祐実 - 『春画先生』 - 藤村一葉 役 - 田中裕子 - 『怪物』 - 伏見真木子 役 - 二階堂ふみ - 『月』 - 坪内陽子 役 |
| スポニチグランプリ新人賞（男性） - アフロ - 『さよなら ほやマン』 - 阿部アキラ 役 - 池川侑希弥 - 『雑魚どもよ、大志を抱け!』 - 高崎 瞬 役 - 黒崎煌代 - 『さよなら ほやマン』 - 阿部シゲル 役 - 黒川想矢 - 『怪物』 - 麦野 湊 役 - 塚尾桜雅 - 『ほかげ』 - 戦争孤児 役 - 柊木陽太 - 『怪物』 - 星川依里 役 | スポニチグランプリ新人賞（女性） - サリngROCK - 『BAD LANDS バッドランズ』 - 林田 役 - アイナ・ジ・エンド - 『キリエのうた』 - 小塚路花 / Kyrie（キリエ） 役 - 石田夢実 - 『遠いところ』 - 海音 役 - 當真あみ - 『水は海に向かって流れる』 - 泉谷 楓 役 - 東野絢香 - 『正欲』 - 神戸八重子 役 - 山﨑七海 - 『渇水』 - 小出恵子 役 |
| 田中絹代賞 - 2020年度より俳優部門から独立。特別賞とともに諮問委員会で選定される。 | 監督賞 - 石井裕也 - 『月』 - 是枝裕和 - 『怪物』 - 阪本順治 - 『せかいのおきく』 - 塚本晋也 - 『ほかげ』 - 森達也 - 『福田村事件』 - 山崎貴 - 『ゴジラ-1.0』 |
| 脚本賞 - 阪本順治 - 『せかいのおきく』 - 足立紳・松本稔 - 『雑魚どもよ、大志を抱け!』 - 荒井晴彦・中野太 - 『花腐し』 - 佐伯俊道・井上淳一・荒井晴彦 - 『福田村事件』 - 坂元裕二 - 『怪物』 - 港岳彦 - 『正欲』                                                                                           | 撮影賞 - 鎌苅洋一 - 『月』 - 笠松則通 - 『せかいのおきく』 - 川上皓市・新家子美穂 - 『花腐し』 - 近藤龍人 - 『怪物』 - 柴崎幸三 - 『ゴジラ-1.0』 - 浜田毅 - 『首』 |
| 美術賞 - 上條安里 - 『ゴジラ-1.0』 - 瀬下幸治 - 『首』 - 原田恭明 - 『花腐し』 - 原田満生 - 『せかいのおきく』 - 三ツ松けいこ - 『怪物』 | 音楽賞 - ジム・オルーク - 『658km、陽子の旅』 - 坂本龍一 - 『怪物』 - 佐藤直紀 - 『ゴジラ-1.0』 - 小林武史 - 『キリエのうた』 - 安川午朗 - 『せかいのおきく』 |
| 録音賞 - 志満順一 - 『せかいのおきく』 - 高須賀健吾 - 『月』 - 竹内久史 - 『ゴジラ-1.0』 - 冨田和彦 - 『怪物』 - 深田晃 - 『花腐し』 | ドキュメンタリー映画賞 - 『『生きる』大川小学校 津波裁判を闘った人たち』 - 『キャメラを持った男たち―関東大震災を撮る―』 - 『ケアを紡いで』 - 『劇場版 ナオト、いまもひとりっきり』 - 『国葬の日』 - 『絶唱浪曲ストーリー』 - 『チョコレートな人々』 |
| アニメーション映画賞・大藤信郎賞 長編 - 『アリスとテレスのまぼろし工場』 - 『君たちはどう生きるか』 - 『駒田蒸留所へようこそ』 - 『BLUE GIANT』 - 『北極百貨店のコンシェルジュさん』 - 『屋根裏のラジャー』                                                                                               | 短編 - 『I stich my skin to the ground』 - 『Our Pain』 - 『URAHARA - TEASER』 - 『丘にいる ft. VX-β』 - 『オクトポリス -プロローグ-』 - 『己踊り』 - 『520』 - 『Sewing Love』 - 『ゾウのかたち』 - 『太陽が水を汲んでいる』 - 『月見ごこち』 - 『並んだLAND』 - 『ニンジンは待ってくれない』 - 『HIDARI』 - 『マイスクール』 - 『Magnified City』 - 『みじめな奇蹟』 - 『Monk SEISHIN』 - 『ユーフラジー＝モンタージュ』 - 『来世 ユニコーンの首筋後ろのホクロになりたい』 - 『La nuit des illusions (迷走の夜)』 - 『Return』 |

### TSUTAYA DISCAS映画ファン賞
日本映画部門
- 『劇場版 美しい彼〜eternal〜』

外国映画部門
- 『エブリシング・エブリウェア・オール・アット・ワンス』

### 特別賞
- 鈴木敏夫（スタジオジブリ プロデューサー）

### 田中絹代賞
- 薬師丸ひろ子

### 複数の部門での候補および受賞作品
| ノミネート                  | 映画               |
| --------------------------- | ------------------ |
| 9                           | 『怪物』           |
| 6                           | 『せかいのおきく』 |
| 5                           | 『ゴジラ-1.0』     |
| 5                           | 『花腐し』         |
| 4                           |                    |
| 『月』                      |                    |
| 『福田村事件』              |                    |
| 3                           |                    |
| 『エゴイスト』              |                    |
| 『キリエのうた』            |                    |
| 『首』                      |                    |
| 『正欲』                    |                    |
| 『BAD LANDS バッドランズ』  |                    |
| 『ほかげ』                  |                    |
| 『658km、陽子の旅』         |                    |
| 2                           |                    |
| 『雑魚どもよ、大志を抱け!』 |                    |
| 『さよなら ホヤマン』       |                    |

| 受賞数             | 作品 |
| ------------------ | ---- |
| 3                  |      |
| 『せかいのおきく』 |      |
| 2                  |      |
| 『エゴイスト』     |      |
| 『月』             |      |

## 審査員（選考委員）
一次選考委員（順不同）
樋口尚文、寺脇研、出口丈人、木全純治、平山允、襟川クロ、佐藤雅昭、鈴木元、金原由佳、大高宏雄、関口裕子、小林聖太郎、北小路隆志、
渡部実、津島令子、石坂健治、宮澤誠一、野島孝一、北條誠人、轟夕起夫、ミルクマン斉藤、坂野ゆか、矢田部吉彦、細谷美香、荒木啓子、
恩田泰子、三留まゆみ、古賀重樹、小菅昭彦、小西均、佐伯知紀、立花珠樹、賀来タクト、塩田時敏、石村加奈、尾形敏朗、吉田伊知郎、
中山治美、高橋諭治、立田敦子、三浦理高、小野民樹、森直人、竹内公一、柏原寛司、富山省吾、磯貝正人、岡本耕治、小林淳、秋本鉄次、
小野耕世、川口敦子、福永聖二、村山匡一郎、鬼塚大輔、金澤誠、国弘よう子、きさらぎ尚、北川れい子、掛尾良夫、萩尾瞳、内海陽子、
安藤紘平、田中文人、稲垣都々世、相田冬二、谷川建司
二次選考委員
〈作品部門〉
- 角田光代（作家）
- 斉藤綾子（明治学院大学文学部芸術学科教授）
- 佐伯知紀（映画映像研究者）
- 寺島しのぶ（俳優）
- 富山省吾（日本映画大学理事長）

以上5名
〈俳優部門〉
- 石村加奈（ライター）
- 金澤誠（映画ライター）
- 小林聖太郎（映画監督）
- 関口裕子（映画評論家 / 編集者）
- 洪相鉉（映画評論家）
- 三沢和子（プロデューサー）
- 佐藤雅昭（スポーツニッポン新聞社文化社会部特別編集委員）

以上7名
〈スタッフ部門〉
- 荒木啓子（ぴあフィルムフェスティバルディレクター）
- 大石みちこ（脚本家 / 東京藝術大学大学院映像研究科教授）
- 小林淳（映画評論家）
- 坂野ゆか（川喜多記念映画文化財団コーディネーター）
- 鈴木隆之（日本映画・テレビ美術監督協会理事）
- 立田敦子（映画評論家）
- 田辺信道（録音監督）
- 森直人（映画評論家）
- 吉田大八（映画監督）
- 渡部誠（名古屋学芸大学メディア造形学部教授）
- 勝田友巳（毎日新聞社学芸部）

以上11名
〈ドキュメンタリー部門〉
- 金平茂紀（ジャーナリスト）
- 城戸久枝（ノンフィクション作家）
- ジャン・ユンカーマン（ドキュメンタリー映画監督）
- 谷岡理香（メディア総合研究所所長）
- 鈴木隆（映画評論家 / 映画ライター）

＝一次選考委員（野村正昭、渡辺勝之、勝田友巳）
以上5名
〈アニメーション部門〉
- 岡本美津子（東京藝術大学副学長 / 東京藝術大学大学院映像研究科教授）
- 須川亜紀子（横浜国立大学大学院教授）
- 高瀬康司（アニメーション研究・批評）
- 平林勇（映画監督）
- 増當竜也（映画文筆）

＝一次選考委員（原口正宏、田中大裕、藤津亮太、勝田友巳）
以上5名